# Eerbeek
Eerbeek er en by (cirka 10.000 indbyggere) beliggende i provinsen Gelderland i det nordlige Holland.
Eerbeek er kendt for sin papirindustri, der er opbygget omkring bækken Eer, hvorfra navnet Eerbeek stammer, da beek direkte oversat betyder bæk.